# San Martín de Rubiales
San Martín de Rubiales é um município da Espanha na província de Burgos, comunidade autónoma de Castela e Leão, de área 19,41 km² com população de 202 habitantes (2007) e densidade populacional de 11,18 hab/km².

## Demografia
| Variação demográfica do município entre 1991 e 2004 | Variação demográfica do município entre 1991 e 2004 | Variação demográfica do município entre 1991 e 2004 | Variação demográfica do município entre 1991 e 2004 |
| --------------------------------------------------- | --------------------------------------------------- | --------------------------------------------------- | --------------------------------------------------- |
| 1991                                                | 1996                                                | 2001                                                | 2004                                                |
| 342                                                 | 280                                                 | 226                                                 | 217                                                 |